# موتورولا 68030

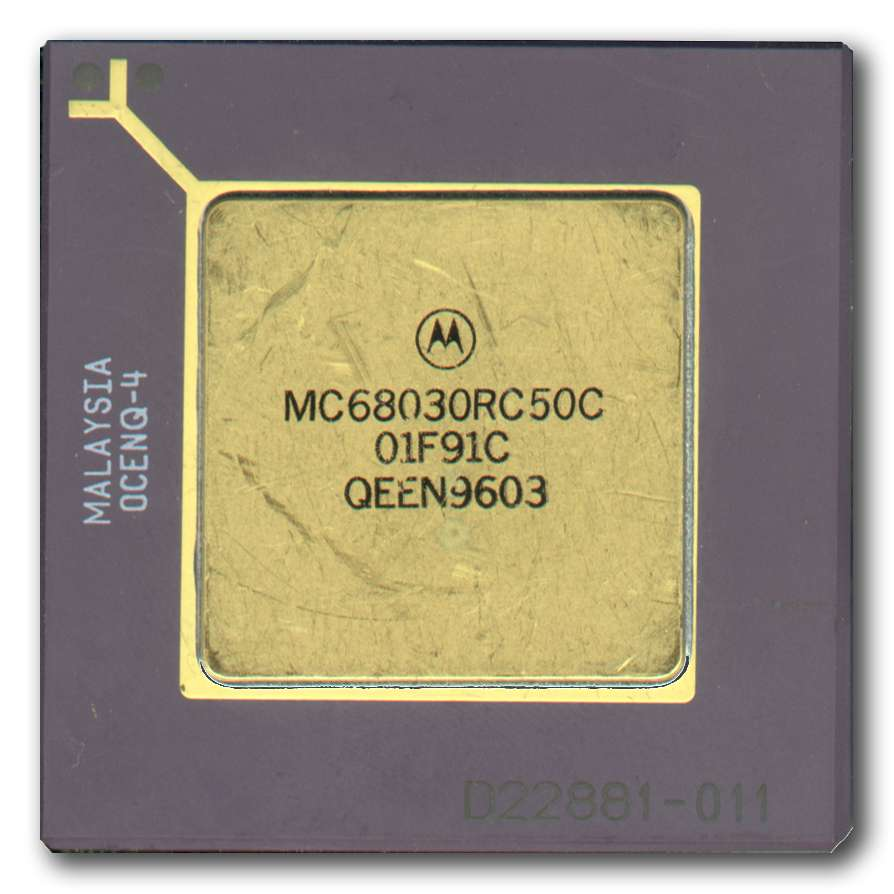
معالج 68030 من موتورولا

موتورولا 68030 هو المعالج الدقيق 32 بت في عائلة 68000 من موتورولا. تم اصداره عام 1987. وكان معالج 68030 خلفا لموتورولا 68020، وأعقبه موتورولا 68040. تماشيا مع تسمية موتورولا عموما، وغالبا ما يشار إلى وحدة المعالجة المركزية هذه باعتبارها 030 (موضحة ب صفر-ثلاثة- صفر أو صفر- ثلاثين). وأصدرت بدائلEC التي تهدف لبيئات غير متجزأة، والتي تفتقر إلى MMU.
ميزات الإرشادات 68030 التي تظهر على الرقاقة وتخزين البيانات ل 256 بايت لكل منهما. كما أن لديها أيضا على الرقاقة MMU (وحدة إدارة الذاكرة) ولكن ليس لديه بناء في FPU (وحدة المرحلة العائمة). يمكن استخدام رقاقات وحدات المرحلة العائمة 68881 والاسرع 68882 مع 68030. كما تم طرح نسخة أقل تكلفة من 68030، وكذلك 68EC030 موتورولا تفتقر أيضا إلى وحدة إدارة الذاكرة على الرقاقة. من الشائع ان يكون متوفرا في كل من حزم QFP 132 طرف و 128 طرف PGA. تقتصر الخصائص الحرارية الفقيرة لحزمة QFP بدائل QFP بالكامل 68030 حتي 33 ميغاهرتز. وشملت PGA 68030s 40 ميغاهرتز واصدارت 50 ميغاهرتز. كتان هناك أيضا إمداد قليل من بدائل لحزم QFP EC وتعبئتها.
كما في الهندسة الدقيقة، فان 68030 التي هي أساسا جوهر 68020 مع ذاكرة تخزين البيانات المؤقتة الإضافية ومعالجة التقليص. فان موتورولا تستخدم معالجة تقليص لحزم أجهزة أكثر والتخلص منها، وفي هذه الحالة كان MMU(وحدة إدارة الذاكرة) والذي كان 68851 متوافقا. دمج MMU صنع ليكون أكثر فعالية من حيث التكلفة من 68020 مع MMU الخارجية. و68030 يفتقر أيضا بعض إرشادات ل68020.
عند الاستخدام مع ناقل 68020،فان 68030 لا تميز نفسها في الأداء عن 68020 التي اشتقت منها. ومع ذلك، فإن 68030 توفر واجهة ناقلة متزامنة إضافية، إذا ما استخدمت، فانها تسرع الوصول للذاكرة بسرعة تصل حتى 33 ٪ مقارنة بنفس القدر المسجل ل 68020. وسمحت معالجة التصنيع الدقيقة لشركة موتورولا على توسيع نطاق المعالج كامل النسخة 50 ميغاهرتز. وتصدرت مجموعة EC في 40 ميغاهيرتز.
وقد استخدمت 68030 في العديد من نماذج أبل ماكنتوش II وسلسلة الكومودور أميغا من الحواسيب الشخصية، نيكست كيوب، شركة صن مايكروسيستمز صن 3 / 80 محطة العمل المكتبية(عضو في هندسة "sun3x"، حيث في وقت سابق "sun3" تستخدم 68020)، لاحقا نظم متعدد المستخدمين من مايكروسيستمز ألفا، وبعض المتحدرين من خط سانت أتاري مثل تي تي أتاري وفالكون أتاري. والاستخدامات الأخرى كانت محطات يونيكس وطابعات الليزر.

## قائمة المراجع
استندت هذه المقالة بالأصل على مواد من على خط قاموس الحوسبة المجاني، وهو مرخص بموجب جي إف دي إل (رخصة جنو للوثائق الحرة).